# Rotonda (Florida)
Rotonda is een plaats (census-designated place) in de Amerikaanse staat Florida, en valt bestuurlijk gezien onder Charlotte County.

## Demografie
Bij de volkstelling in 2010 werd het aantal inwoners vastgesteld op 8.759. Meer dan 95% van de bevolking is blank en niet Latino/Hispanic.

## Geografie
Volgens het United States Census Bureau beslaat de plaats een oppervlakte van 29,0 km², waarvan 28,5 km² land en 0,5 km² water. Het stratenpatroon van de plaats is zeer herkenbaar, en het is aan dit cirkelvormige patroon dat de plaats zijn naam te danken heeft.